# NGC 3279
NGC 3279 је спирална галаксија у сазвежђу Лав која се налази на NGC листи објеката дубоког неба.
Деклинација објекта је + 11° 11' 49" а ректасцензија 10h 34m 42,6s. Привидна величина (магнитуда) објекта NGC 3279 износи 13,3 а фотографска магнитуда 14,0. NGC 3279 је још познат и под ознакама IC 622, UGC 5741, MCG 2-27-27, IRAS 10320+1127, CGCG 65-59, FGC 1100, Todd 30, PGC 31302.